# Бразильская цена
Бразильская цена (порт. O custo Brasil) — социально-экономический феномен, наблюдающийся в экономике Бразилии на рубеже ХХ — начала XXI вв и выражающийся в крайне высокой стоимости товаров, услуг, продуктов потребления и ведения деловых операций при относительно низком уровне жизни большинства населения страны. Причины и следствия  формирования «бразильских» цен и наценок стали предметом изучения многих экономистов.

## Причины и предпосылки
- Крайне высокая степень закрытости экономики страны[4], выражающаяся в наличии нескольких монопольных производителей, диктующих высокие цены. Отношение импорта к ВВП Бразилии традиционно является рекордно низким из всех стран мира (13% в 2011 году). В результате из-за низкого уровня конкуренции с зарубежными поставщиками местные производители не имеют стимула снижать цены внутри страны и являются фактически монополистами[5].
- Устаревшая и/или слаборазвитая инфраструктура, в том числе логистика, небольшая сеть железных дорог.
- Высокий уровень социального неравенства, при котором стоимость национальной валюты страны — реала — долгое время поддерживалась на искусственно завышенном уровне(в первую очередь по отношению к доллару и евро), что давалo возможность национальной элите, состоящей в основном из промышленных и аграрных латифундистов, покупать импортные товары и путешествовать в Европу и США по выгодному ей (элите) курсу и без оглядки на нужды других, более многочисленных,  слоёв населения.
- Высокий уровень налогообложения (36%-й вклад в ВВП)[6].
- Крайне высокий уровень преступности, особенно в больших городах, вынуждающий компании тратить большие средства на обеспечение охраны товаров и безопасности жизни сотрудников.
- Высокий уровень бюрократических проволочек, вынуждающий компании нанимать особых брокеров-деспашантов (despachantes), которые берут на себя решение бюрократических вопросов за определённую цену[7].
- Неразвитость культуры массового образования, при которой компании платят много только небольшой группе высокообразованных работников, выходцев из местной элиты латифундистов. На их "элитный спрос" тут же начинают ориентироваться и поставщики товаров на рынок, которых слабо интересует средний класс, а тем более потребительские нужды небогатых слоёв населения, которые погрязают в ещё большей нищете из-за крайне высоких цен. Благоприятный климат страны, однако, сглаживает конфликтность: беднота продолжает существовать в фавелах на окраинах городов, перебиваясь грабежами, мошенничеством и экспресс-похищениями.
- Своеобразная культура страны, уходящая корнями в колониальное прошлое Бразилии и историю Португалии: даже бедные слои населения часто хотят произвести впечатление более состоятельных путём покупки несоразмерно дорогих, часто импортных товаров[8].

## Макроэкономические сравнения
В Западном полушарии экономика Бразилии является второй по величине после экономики США. Несмотря на почти пятикратную разницу в подушевом доходе, цены на многие товары и услуги в Бразилии часто выше американских. Примечательно, что довольно высокий уровень цен характерен в Южной Америке, кроме Бразилии,  как для относительно благополучной экономики Чили, так и для относительно небогатого Перу. При этом в Боливии и Эквадоре, при фактически той же экономической и социальной конъюктуре, цены низки и в целом соответствуют доходам населения. Если же фокусироваться только на крупных экономиках, то  бразильская аномалия бросается в глаза на фоне мексиканской экономики, в пределах которой наблюдается вполне предсказуемая ситуация: покупательская способность мексиканцев в пределах Мексики на 45 % выше чем если бы их доходы в песо перевести в доллары и потратить в США.
Другим ярким примером бразильской наценки является стоимость электроэнергии в Бразилии для конечных потребителей. Себестоимость электроэнергии в Бразилии — одна из самых низких в мире (70 % её вырабатывают ГЭС), однако из-за различных налогов и сборов её цена для потребителей — одна из самых высоких в мире.